# Violette Szabó

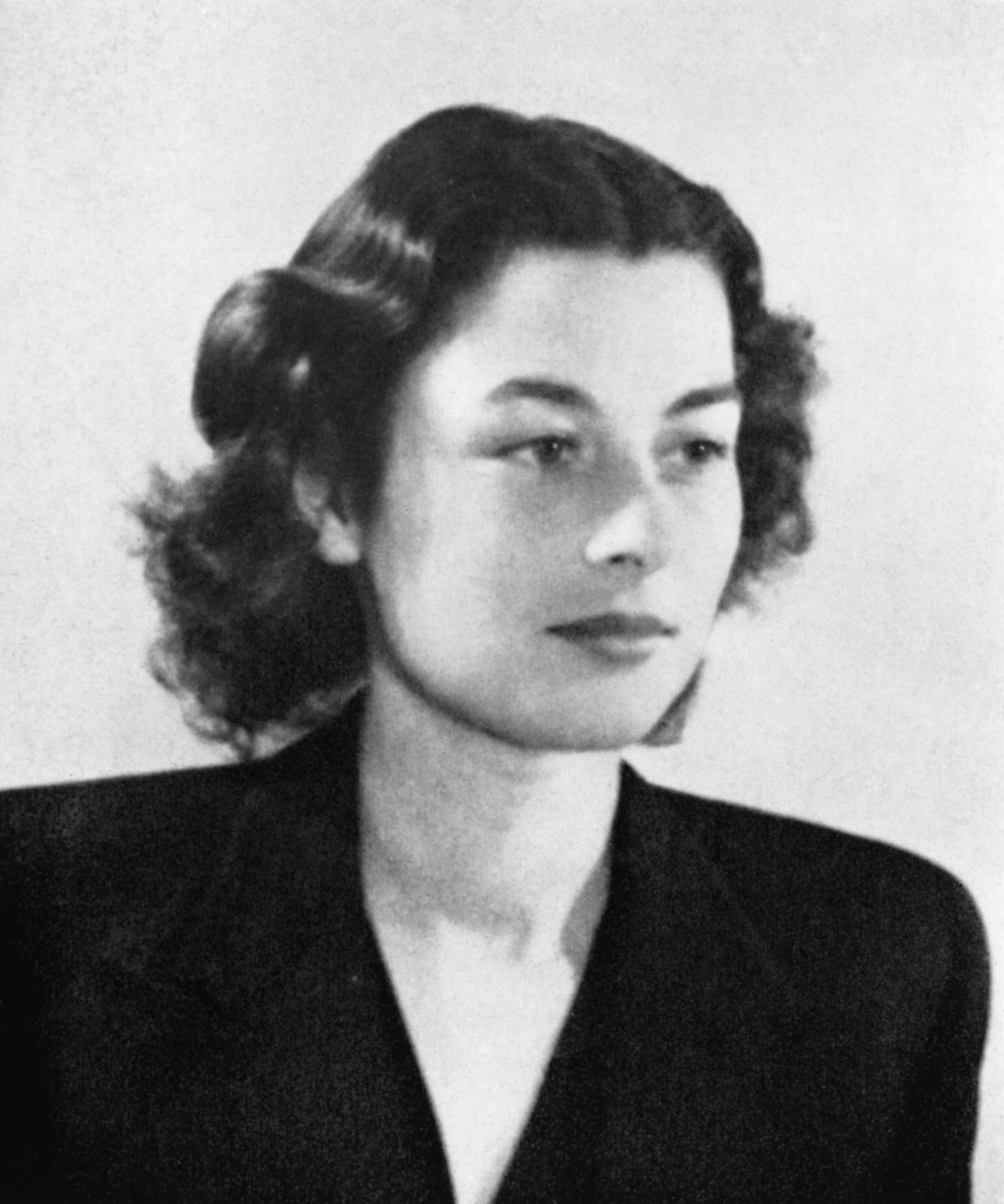
Violette Szabó

Violette Reine Elizabeth Szabó, geborene Bushell, GC, MBE (* 26. Juni 1921 in Levallois-Perret bei Paris; † 5. Februar 1945 im KZ Ravensbrück) war eine Agentin der britischen nachrichtendienstlichen Spezialeinheit Special Operations Executive (SOE).

## Leben
Violette Bushell wurde 1921 bei Paris als Tochter des Engländers Charles Bushell und der Französin Reine Leroy geboren. Nach mehreren Wohnortwechseln zog die Familie Anfang der 1930er Jahre nach London. Schon in jungen Jahren war Bushell sehr sportlich und übertraf ihre drei Brüder in kleineren Wettkämpfen. Mit 14 Jahren verließ sie die Schule und arbeitete einige Jahre als Friseurin und Verkäuferin. Im Sommer 1940 lernte sie den französischen Offizier ungarischer Abstammung Étienne Szabó kennen, der sich De Gaulles Truppen des „Freien Frankreich“ angeschlossen hatte, und heiratete ihn wenige Wochen später. Als er im September 1941 zum Kriegseinsatz nach Nordafrika kommandiert wurde, trat sie dem Auxiliary Territorial Service bei, in dem Frauen der Heimatverteidigung dienten.
Im Juni 1942 wurde Szabós Tochter Tania geboren, vier Monate später fiel ihr Mann in der Schlacht bei El Alamein. Um seinen Tod zu rächen, entschloss sich Szabó, aktiv am Krieg teilzunehmen. Als SOE ihr im Sommer 1943 anbot, sie wegen ihrer Französischkenntnisse in Sektion „F“ einzusetzen, um im besetzten Frankreich die Résistance zu unterstützen, sagte sie sofort zu und erhielt den Tarnnamen „Louise“. Nach Abschluss ihrer Ausbildung wurde sie von RAF Tempsford ausgeflogen und landete am Morgen des 6. April 1944 mit ihrem Fallschirm in der Nähe von Azay-le-Rideau im Loiretal. Begleitet wurde sie von einem weiteren SOE-Agenten, einem französischen Journalisten, der unter dem Tarnnamen „Clément“ Leiter des britischen Agentenrings „Salesman“ war. „Salesman“ operierte seit über einem Jahr in der Gegend um Rouen und Le Havre, hatte aber in den vorangegangenen Wochen zahlreiche Mitglieder des Ringes durch Verhaftungen der Gestapo verloren. Szabós Hauptaufgabe in Frankreich bestand darin, unter ihrer erfundenen Identität als Sekretärin „Corinne Reine Leroy“ mit den restlichen „Salesman“-Mitgliedern Kontakt aufzunehmen. Als sich herausstellte, dass der Ring „Salesman“ so gut wie zerschlagen war, kehrte Szabó am 30. April nach London zurück.
In der Nacht zum 8. Juni 1944, zwei Tage nach Beginn der alliierten Invasion, landeten Szabó und „Clément“ wieder mit Fallschirmen in Frankreich, in der Nähe von Limoges. Ein neuer Agentenring, „Salesman 2“, sollte im Département Haute-Vienne aufgebaut werden und eng mit dem Maquis, der lokalen Résistance, zusammenarbeiten. Getarnt mit ihrer neuen Identität „Madame Villeret“, Witwe eines Antiquitätenhändlers, sollte Szabó versuchen, unauffällig in ihr Einsatzgebiet zu gelangen. Einen Teil der Strecke sollte sie im Auto eines französischen Résistance-Mitglieds zurücklegen, den Rest auf dem Fahrrad, das seitlich am Wagen angebunden war. In der Nähe von Salon-la-Tour geriet der Wagen in eine Straßensperre der SS-Panzerdivision „Das Reich“, und seine Insassen sollten kontrolliert werden. Hintergrund war die Entführung des SS-Sturmbannführers Helmut Kämpfe durch den Maquis. Als später der Tod Kämpfes bekannt wurde, zerstörte die SS das Dorf Oradour-sur-Glane und ermordete beim Massaker von Oradour 642 der Einwohner.
Szabó und der Franzose ließen sich aus dem Wagen fallen, begannen ein Feuergefecht und versuchten schließlich zu fliehen. Szabó wurde ergriffen, als sie ihre Munition verschossen hatte. Zunächst im Gestapohauptquartier, dann im Gefängnis von Limoges in Haft gehalten, wurde Szabó am 12. Juni in das Pariser Gefängnis Fresnes gebracht. Zusammen mit den beiden ebenfalls in Fresnes inhaftierten SOE-Agentinnen Denise Bloch und Lilian Rolfe wurde sie am 8. August 1944 in das sogenannte „Gestapo-Lager“ Neue Bremm bei Saarbrücken deportiert. Kurz darauf wurden die Frauen in das Lager Torgau, ein Außenlager des Konzentrationslagers Ravensbrück, gebracht. Im Winter 1944/45 mussten sie in einem weiteren Außenlager, im brandenburgischen Königsberg, bei bitterer Kälte Baumstümpfe roden, um ein Flugfeld vorzubereiten, bis sie im Januar 1945 wieder in das Hauptlager Ravensbrück zurückgeholt und im Strafblock inhaftiert wurden. Vermutlich am Abend des 5. Februar 1945 wurden sie auf Befehl des Lagerkommandanten Fritz Suhren im Hof neben dem Krematorium mit Genickschüssen getötet. Ihre Leichen wurden verbrannt.

## Nachwirkungen
Rosemary Rigby, eine Tante Violette Szabós, richtete ein kleines Museum für Szabó in Herefordshire ein.

## Postume Ehrungen
- 1946: Georgs-Kreuz (Vereinigtes Königreich)
- 1973: Médaille de la Résistance
- Member of the Order of the British Empire
- Croix de guerre 1939–1945